# Sacrifice de Nakamitsu
Le sacrifice de Nakamitsu est une des anciennes légendes du Japon médiéval.

## La légende
Minamoto ne décolère pas. Son fils, Tsunemoto, qu'il a envoyé étudier au couvent bouddhique sous la surveillance de son précepteur Nakamitsu n'a pas daigné apprendre les saintes écritures bouddhiques comme il lui en a donné l'ordre.
Convoqué par Minamoto, le jeune prince arrive accompagné de Nakamitsu et le fils de ce dernier, Takamitsu. Devant un manquement évident à un ordre donné, Minamoto condamne son fils à mort. Horrifié, Nakamitsu tente de faire revenir le daimyo sur sa décision. "Puisque tu te rebelles contre une décision que j'estime juste, dit le père, je te punis: tu seras chargé de l'exécution. Retirez-vous tous les trois".
Dans l'appartement de Tsunemoto, Nakamitsu se lamente. Takamitsu lui propose alors d'échanger sa vie contre celle de Tsunemoto. C'est lui, Takamitsu, qui sera exécuté par son propre père. Nakamitsu réfléchit puis accepte la proposition de son fils.
Dans l'après-midi de ce jour, Nakamitsu tranche la tête de son fils et l'envoie au daimyo Minamoto. Ce dernier, sachant que justice est faite, s'abstient de contempler le macabre envoi. Tsunemoto retourne au couvent bouddhique résolu à faire les études que lui impose son père.
Plusieurs jours ont passé...Un moine est venu exprès trouver Minamoto pour lui faire part de l'héroïque sacrifice proposé par le fils de Nakamitsu et accepté par le père. Au nom de ce sacrifice, il implore le pardon pour Tsunemeto qui, depuis son retour au couvent, étudie les Écritures bouddhiques.
Le daimyo accorde son pardon à Nakamitsu qui a désobéi en n'exécutant pas sa volonté et à Tsunemoto à condition que désormais il pratique et comprenne mieux la vertu d'obéissance.
Néanmoins Nakamitsu est triste. Très triste. Non pas parce qu'il a perdu son fils mais à la pensée que celui-ci ne pourra plus rendre service au jeune prince.